# Ismail I
Shāh Ismā'il Abu'l-Mozaffar bin Sheikh Haydar bin Sheikh Junayd Safawī (în azeră: Șah İsmayıl Səfəvi, شاه اسماعیل); (în persană: شاه اسماعیل)  (n. 17 iulie 1487 - d. 23 mai 1524) a fost un șah al Iranului, întemeietor al dinastiei Safevide. El a fost inițiatorul convertirii Iranului la islamul șiit.
De asemenea, cunoscut ca un poet, este un clasic al literaturii Azerbaidjane și poezie.

## Opera literară
Opera sa se compune dintr-o culegere de tip Dīwān, din poezii didactice ("Nässihätnamā" - Cartea povețelor), cântece de inspirație populară, cum ar fi poemul "Dähnamā" (Zece scrisori).